# Assassinat de Shinzō Abe
L’assassinat de Shinzō Abe, ancien Premier ministre du Japon et membre de la Chambre des représentants, survient le 8 juillet 2022. Il est atteint de deux balles tirées avec un fusil artisanal alors qu'il prononce un discours de campagne pour les élections à la Chambre des conseillers du Japon, près de la gare de Yamato-Saidaiji à Nara, dans la préfecture de Nara, au Japon, vers 11 h 30 UTC+9,. Grièvement blessé et en arrêt cardiorespiratoire, il est héliporté à l'hôpital universitaire de Nara à Kashihara, où il est déclaré mort quelques heures plus tard des suites de ses blessures,.

## Contexte

### Contexte électoral

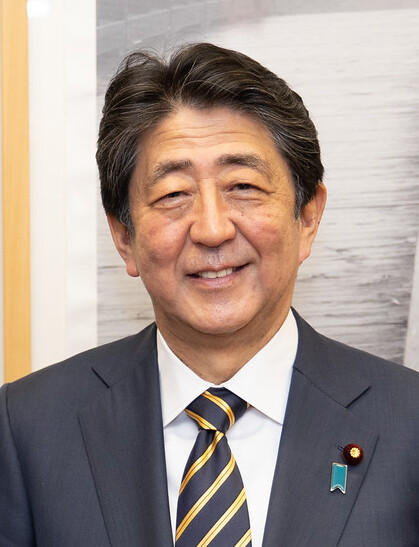
Shinzō Abe en 2022.

L'attentat se produit à la fin de la campagne électorale pour les élections à la Chambre des conseillers du Japon de 2022 (ou sénatoriales), prévues pour le surlendemain. C'est dans ce cadre que Shinzō Abe, ancien Premier ministre du Japon et membre de la Chambre des représentants, doit donner un discours public à Nara en faveur du conseiller Kei Satō, membre du Parti libéral-démocrate, candidat à sa réélection.

### Contexte sécuritaire

#### Peu de violences politiques dans le Japon des années 2000
Cet assassinat est considéré comme exceptionnel dans le contexte sécuritaire du Japon. En effet, depuis la fin des années 1970, les violences politiques et les assassinats commis dans la rue sont devenus particulièrement rares dans le pays.
Aucun ancien Premier ministre japonais n'avait été assassiné depuis l'incident du 26 février 1936 au cours duquel Takahashi Korekiyo (Premier ministre de 1921 à 1922 et par intérim en 1932) et Saitō Makoto (Premier ministre de 1932 à 1934) sont tombés sous les balles des insurgés de la faction de la voie impériale,.

#### Peu de violences par arme à feu dans le Japon des années 2000
Le Japon disposant de l'une des législations les plus strictes au monde en matière de contrôle des armes à feu, les affaires criminelles en impliquant sont particulièrement rares : en 2021, on en a dénombré dix, dont une seule s'est soldée par la mort d'une personne. Au total, seulement 14 personnes ont été tuées par balle dans le pays entre 2017 et 2022. Plus globalement, le Japon affichait en 2019 le deuxième plus faible taux de mortalité attribuable aux armes à feu (incluant aussi les suicides) derrière Singapour.

### Contexte social et économique
Bien que l'attentat soit sur le coup considéré comme un acte individuel isolé, les sociologues japonais ont noté une augmentation des tensions dans la société japonaise depuis la pandémie de Covid-19 et la hausse des inégalités socio-économiques qu'elle a provoquée (encore accentuée, les semaines précédant l'assassinat, par les conséquences économiques de l'invasion de l'Ukraine par la Russie). La forme prise par cet acte reste cependant inhabituelle, car jusque-là ces tensions se sont surtout manifestées par une augmentation des suicides, et non par une augmentation des actes violents.

## Assassinat

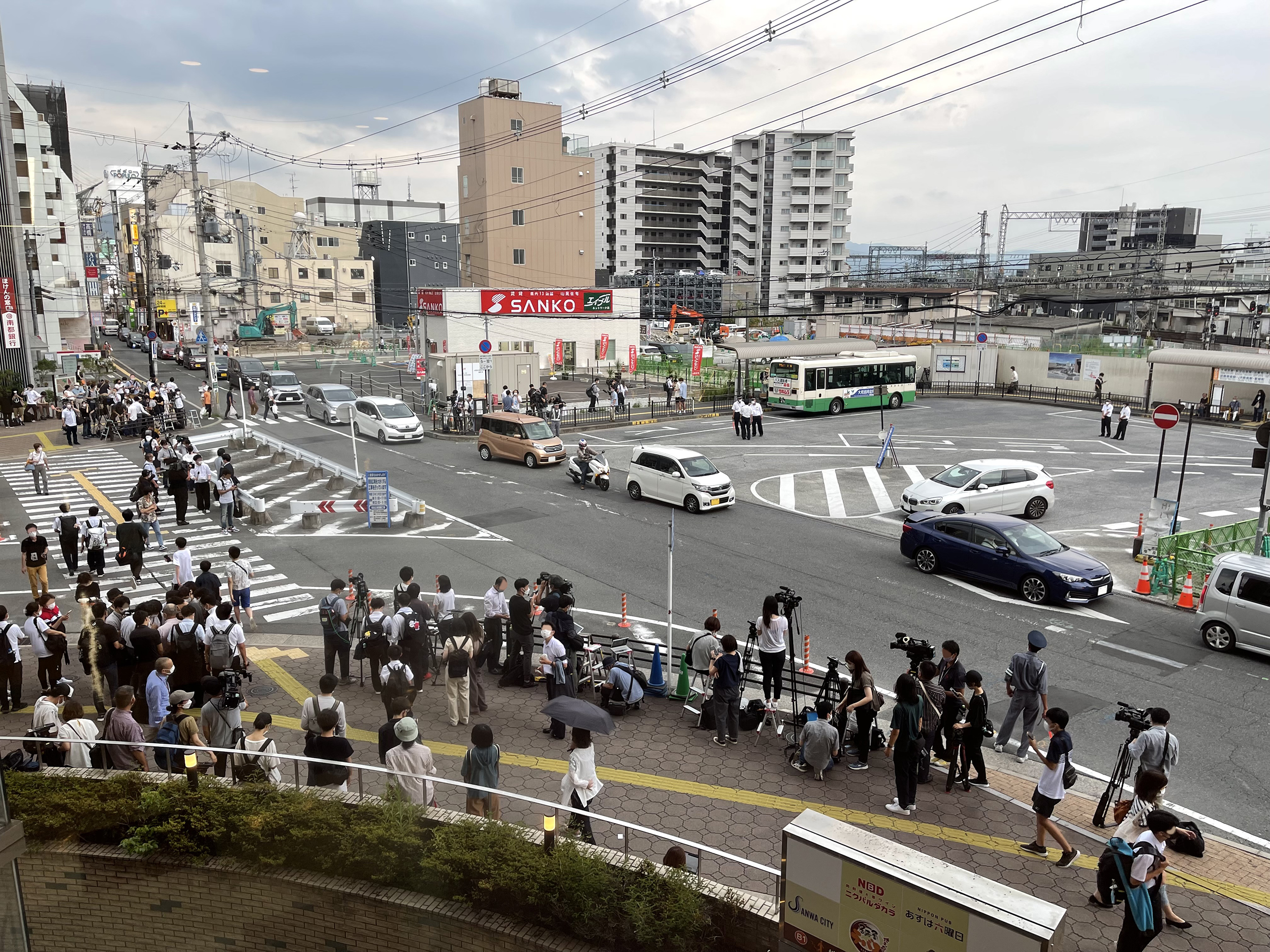
Carrefour à proximité de la gare de Yamato-Saidaiji, quelques heures après les coups de feu.

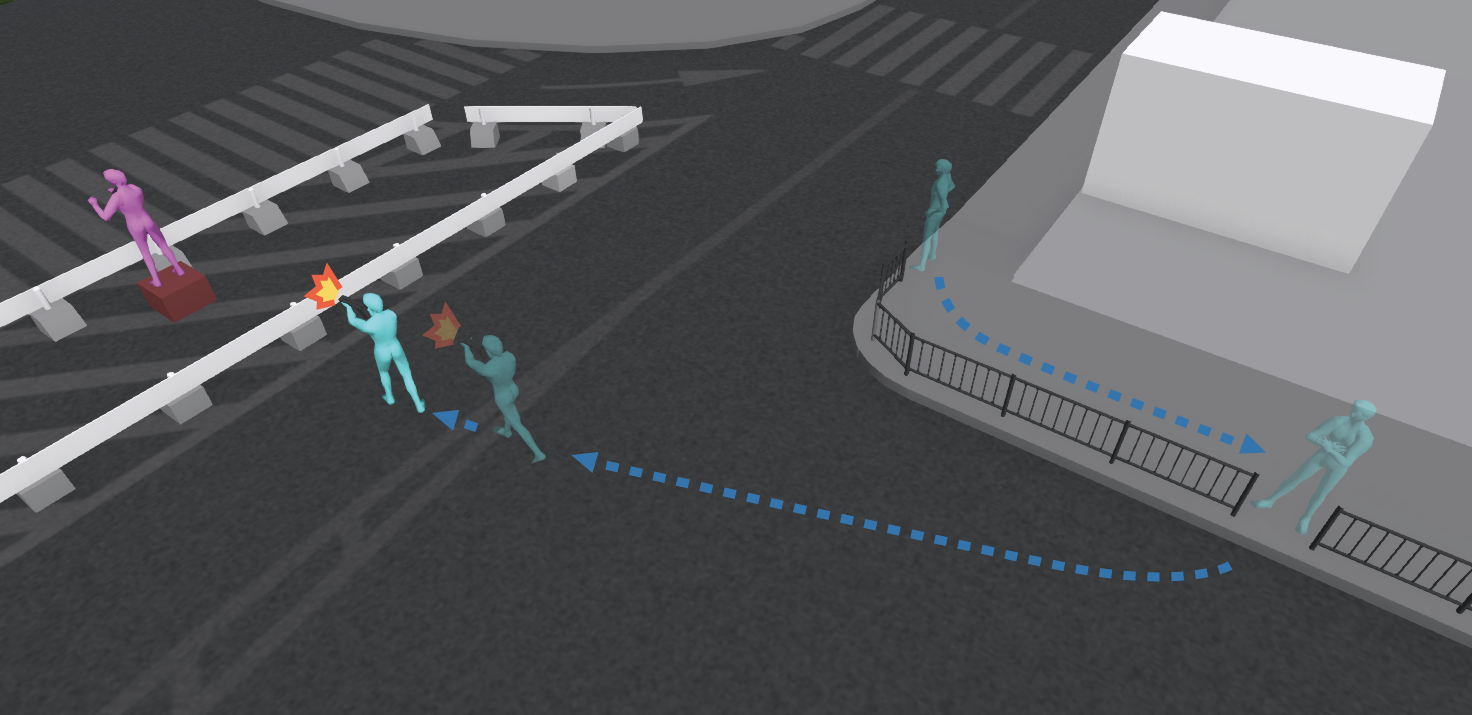
Positions de Shinzō Abe et de l'assassin au moment des faits.

Le 8 juillet 2022, Shinzō Abe prononce un discours à Nara en faveur du conseiller Kei Satō, membre du Parti libéral-démocrate candidat à sa réélection, avant les prochaines élections à la chambre haute prévues le dimanche 10 juillet (sénatoriales). À 11 h 26, Abe s'adresse à une foule d'environ 300 personnes. 140 secondes plus tard, un premier coup de feu retentit, suivi d'un deuxième coup de feu 2,7 secondes plus tard. Abe est la cible d'une attaque par balles tirées par derrière, avec une arme artisanale similaire à un fusil de chasse à double canon, mais de 40 cm de long, et s'effondre,,. Le tireur se trouve environ 7 mètres derrière Shinzo Abe pour son premier tir, 5 m pour son second. Entre les deux tirs, deux gardes-du-corps essaient en vain de protéger l'homme politique avec des sacs pare-balles.
Juste après avoir été touché, Abe est initialement conscient et capable de parler. Il est transporté à un hôpital local par un hélicoptère d'urgence, blessé à la poitrine et au cou, et ne présente plus aucun signe vital à son arrivée à l'hôpital de l’université de médecine de Nara à Kashihara,,. Inconscient, il est en état d'arrêt cardiorespiratoire. Cette expression est souvent utilisée au Japon avant une confirmation formelle du décès par un médecin. Lors d'une conférence de presse tenue à 14 h 45 UTC+9, le Premier ministre Fumio Kishida déclare qu'Abe est dans un état critique et que « les médecins font tout ce qu'ils peuvent, en ce moment ». L’ancien Premier ministre Shinzo Abe meurt à 17 h 03 des suites de ses blessures, à l’hôpital de Kashihara, à l’âge de 67 ans,. Hidetada Fukushima, professeur de médecine d'urgence à l'hôpital, a déclaré que la cause de la mort était une hémorragie, malgré quatre heures de transfusions sanguines au cours desquelles 100 unités de sang ont été administrées,.

## Auteur de l'assassinat
Tetsuya Yamagami (山上 徹也, Yamagami Tetsuya), un homme de 41 ans de la ville de Nara et ancien membre de la Force maritime d'autodéfense de 2002 à 2005, est immédiatement arrêté par la police préfectorale de Nara,, et transféré au poste de police de Nara Ouest.
L'homme, qui est décrit comme calme et ne fait aucune tentative de se soustraire aux autorités,,, n'a pas d'antécédent judiciaire. Il est sans emploi au jour de l'assassinat : il a quitté son dernier poste (conducteur de chariot élévateur dans un entrepôt de la préfecture de Kyoto) en mai 2022 après avoir exprimé qu'il « ne se sentait pas bien »,.
Lors de son interrogatoire, Yamagami déclare aux enquêteurs qu'« il était mécontent de l'ancien Premier ministre et avait l'intention de le tuer » avant d'ajouter que « ce n'était pas une rancune contre les convictions politiques de l'ancien Premier ministre ». Il précise qu'il a consulté l'agenda détaillé de sa journée sur son site internet. Il affirme en outre qu'il en veut à un « groupe religieux particulier » et qu'il a tiré sur Abe parce qu'il le pense lié à ce groupe,,, et non pas en raison des convictions politiques de l'homme d'État. Les médias rapportent que l'homme était en colère contre l'Église de l'Unification (mieux connue sous le nom de secte Moon), à laquelle sa mère avait donné de larges sommes d'argent, et qu'il s'en est pris à Shinzō Abe en raison de ses liens avec l'organisation religieuse,,,,. Bien que la police n'ait pas révélé le nom de l'organisation religieuse, l'Église de l'Unification a confirmé que la mère de Yamagami en était membre.
Cette dernière a rejoint les moonistes en 1991 après un parcours difficile. Sept ans plus tôt, cette femme, déjà orpheline de mère, perd son mari, se retrouvant seule à s'occuper de ses trois enfants, dont l'aîné souffre d'un cancer. Elle se met alors à multiplier les dons à l’Église, comme celle-ci y incite ses fidèles, les persuadant que leurs difficultés sont dues à des fautes commises par leurs ancêtres qu'il convient de racheter. L'ensemble de ses dons dépasse les 100 millions de yens (l'équivalent d'environ 700 000 euros). Ses enfants grandissent dans une extrême précarité. Le grand frère malade met fin à ses jours en 2015.
Dans une lettre envoyée à un journaliste avant le passage à l'acte, l'assassin évoque « trente ans d'histoire entre [lui] et l'Église de l'unification », marqués par la « participation de [sa] mère à la secte, ses dons faramineux, l'effondrement de [sa] famille, la vente de la maison, puis la faillite  (…) Les expériences de cette période n'ont jamais cessé de me gâcher la vie ».
Lors d'une perquisition à son domicile, la police de la préfecture de Nara saisit plusieurs éléments d'explosifs et de fusils artisanaux similaires à l'arme du crime,,. Son historique de navigation en ligne montre qu'il a consulté plusieurs sites sur la fabrication d'armes.
En novembre 2022, il est annoncé que la détention provisoire de Tetsuya Yamagami, qui devait se terminer le 29 novembre, est prolongée jusqu'au 6 février 2023 afin de mieux établir son évaluation psychiatrique. Pendant cette détention, Yamagami reçoit de gens qui l'ont pris en sympathie plus d'1 000 000 de yens et tellement de lettres et cadeaux que la prison d'Osaka manque de place pour les garder ; il n'y a pas accès lui-même.
Le 13 janvier 2023, Tetsua Yamagami est inculpé pour meurtre et infraction à la loi sur les armes à feu ; les enqueteurs ont estimé qu'il était sain d'esprit et pouvait être jugé.

### Fausses informations
Plusieurs médias ont identifié à tort le développeur de jeux vidéo Hideo Kojima comme étant l'assassin,,,. Les informations erronées proviendraient de plaisanteries sur le forum en ligne 4chan et sur Twitter qui ont été prises pour des faits et publiées par l'homme politique français d'extrême droite Damien Rieu,, la chaîne de télévision grecque ANT1 et le site iranien Mashregh News (en),. ANT1 a également rapporté que le suspect était « passionné par Che Guevara ». L'émission d'ANT1 a d'abord été téléversée sur son compte YouTube, avant d'être retirée par le diffuseur. Damien Rieu a retiré son tweet et a présenté ses excuses pour ses commentaires. Après l'incident, la société de Kojima, Kojima Productions, a condamné les fausses informations et a menacé de poursuites judiciaires ceux qui perpétuaient la rumeur,.

## Évaluation du dispositif de sécurité
L'Agence Nationale de la Police a créé un comité d’évaluation de la protection de Shinzo Abe le jour de son assassinat. Quatre policiers étaient responsables de la surveillance directe autour de l'homme politique, trois de la zone devant lui, un de la zone derrière, qui était parcourue par divers véhicules, ce qui a empêché l'identification directe du risque représenté par le tireur.
Les conclusions du rapport mettent en lumière la préparation inadéquate de la sécurité de Shinzō Abe avant son discours et la réactivité défaillante des forces de l'ordre présentes ce jour-là.

## Conséquences
Un centre de gestion de crise est créé au cabinet du Premier ministre. Le Premier ministre Fumio Kishida, qui se trouve dans la préfecture de Yamagata pour la campagne électorale, annule son emploi du temps restant afin de retourner à Tokyo. Tous les autres membres du cabinet, à l'exception du ministre des Affaires étrangères Yoshimasa Hayashi, qui s'est rendu en Indonésie pour les réunions du G20, sont rappelés à Tokyo, déclare le secrétaire en chef du cabinet Hirokazu Matsuno.
La télévision publique NHK et quatre des cinq grandes chaînes privées ont interrompu leur programmation pour diffuser des informations en direct pour le reste de la journée,. Parmi les émissions touchées, la diffusion du deuxième épisode de la série d’animation Teppen—!!! (en) a été entièrement annulée car l'intrigue de l'épisode tournait autour d'un complot d'assassinat.
Le 25 août 2022, le chef de la police nationale, Itaru Nakamura, annonce qu'il démissionne en assumant la responsabilité de l’échec de la protection de l'homme politique.
Le 31 août 2022, le Premier ministre Fumio Kishida déclare que le parti libéral-démocrate va couper tous ses liens avec l’Église de l'Unification et présente ses excuses pour la perte de confiance envers les hommes politiques qu'ils ont entraînée.
Le 28 décembre 2022, les permanences politiques de Shinzō Abe à Shimonoseki et à Tokyo sont officiellement fermées.

## Funérailles
Une veillée funèbre a lieu le 11 juillet 2022 au temple bouddhiste Zōjō-ji de Tokyo et les funérailles au même lieu le lendemain, dans l’intimité des proches,.
Des funérailles nationales (国葬, こくそう, kokusō) se sont tenues le 27 septembre au Nippon budōkan, haut lieu de compétitions d'arts martiaux, mais aussi de concerts et de cérémonies officielles, comme celles organisées chaque 15 août pour commémorer la reddition du Japon en 1945 et ses morts durant la Seconde Guerre mondiale. Le Nippon budōkan avait aussi accueilli les dernières funérailles nationales organisées en 1967 pour un ancien premier ministre japonais, Shigeru Yoshida, artisan de la renaissance du Japon de l'après-guerre.
Les funérailles nationales ont coûté 1,199 milliard de yens (240 millions pour la cérémonie, 480 millions pour le maintien de la sécurité, 510 millions pour l'accueil des dignitaires étrangers et 10 millions  pour la location de véhicules pour les soldats) ; 4 170 personnes y ont assisté, dont 734 venues de l’étranger.
Les opinions sur ces funérailles sont très divisées, tant dans le public, qu’auprès des personnalités politiques et d'experts en sciences politiques et en media.

## Monument
En août 2022, un débat a lieu sur l’opportunité ou non de construire un monument commémoratif à l'endroit de l’assassinat. En octobre 2022, la mairie de Nara annonce qu'il n'y aura pas de monument.